# 皇帝市中學
皇帝市中學（英語：King City Secondary School）是加拿大安大略省皇帝市的一所世俗公立中學，由約克區教育局管理。學校位於皇帝道2001號，現任校長為Helga Curry。每日上課時間為8時20分至14時30分。

## 校園

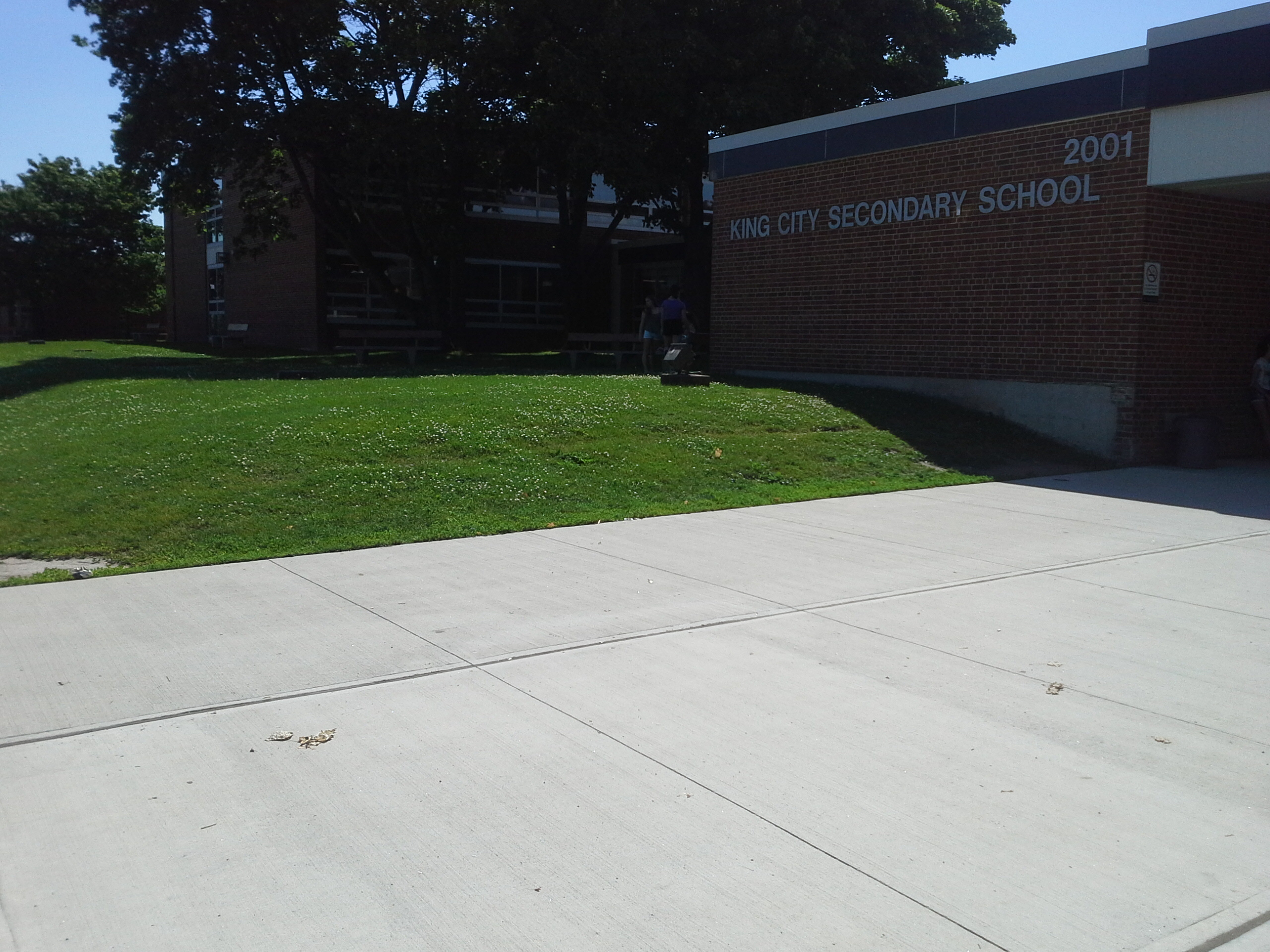
皇帝市中學正門

該校校園佔地約18英畝，與皇帝鎮公共圖書館皇帝市分館隔街相望。

## 學生
皇帝市中學為皇帝鎮及鄰近地區的學生提供教育，包括橡樹嶺東部及旺市北部等。學生入學人數從750人到1600人不等。在開校之前，皇帝鎮的學生多就讀於奧羅拉中學（Aurora High School），奧羅拉中學後更名為威廉斯博士中學（Dr. G.W. Williams Secondary School）。

## 課程
該校遵循安大略省教育廳制定的課程標準。此外，學校還提供英語作為第二語言課程、特殊教育課程、音樂課程等。學校於2019年9月設立法語沉浸式課程。

## 腳註
1. ↑  York Region District School Board 2013.
2. 1 2 3  Tapestry 2011.
3. ↑  York Region District School Board: King City Secondary School.
4. ↑  York Region District School Board: Our school.
5. ↑  York Region District School Board.

## 外部連結
- King City Secondary School website （页面存档备份，存于）
- York Region District School Board: King City Secondary School
- KCSS Alumni website （页面存档备份，存于）
- http://king-city-secondary-school-contact-pages.ca/ （页面存档备份，存于）